# Henry Drummond (1786–1860)
Henry Drummond, född den 5 december 1786 i Hampshire, död 20 februari 1860, var en engelsk politiker och religiös ledare.
Drummond blev redan 1807 delägare i sin familjs framstående bankirfirma i London och var 1810-13 ledamot av parlamentet. På väg till Palestina 1817, stannade han i Genève och började där den religiösa verksamhet, som gav honom hans största betydelse.
I Genève bekämpade han socinianerna, blev "apostel, evangelist och profet" bland "irvingianerna" och grundade efter sin återkomst till England den katolsk-apostoliska kyrkan (1826), som hade sin medelpunkt på Drummonds egendom Albury Park i Surrey.
1847-60 var han åter parlamentsledamot och ansågs som en av underhusets originellaste medlemmar, till sin åskådning tory av den gamla skolan, men stående utanför partierna. Han var även en flitig författare i ekonomiska frågor och grundade 1825 professuren i nationalekonomi i Oxford.